# Nephrolepis radicans
Nephrolepis radicans är en spjutbräkenväxtart som först beskrevs av Johannes Burman, och fick sitt nu gällande namn av Oskar Kuhn. Nephrolepis radicans ingår i släktet Nephrolepis och familjen Nephrolepidaceae. Inga underarter finns listade.